# Granopothyne
Granopothyne is een kevergeslacht uit de familie van de boktorren (Cerambycidae). De wetenschappelijke naam van het geslacht werd voor het eerst geldig gepubliceerd in 1959 door Breuning.

## Soorten
Granopothyne omvat de volgende soorten:
- Granopothyne granifrons (Heller, 1924)
- Granopothyne palawana Vives, 2009